# Liste der Nummer-eins-Hits in Belgien (2024)
Dies ist eine Liste der Nummer-eins-Hits in Belgien im Jahr 2024. Für die niederländischsprachigen Landesteile (Flandern) und die französischsprachigen Landesteile (Wallonie) werden getrennte Charts ermittelt. Veröffentlicht werden die Charts von Ultratop, das auf Initiative der Belgian Entertainment Association (BEA), der Vereinigung der Musik-, Film- und Spieleindustrie des Landes, entstanden ist.

## Flandern

### Singles
| ← 2023 ← | Liste der Nummer-eins-Hits in Belgien (Flandern) | Liste der Nummer-eins-Hits in Belgien (Flandern)     | Liste der Nummer-eins-Hits in Belgien (Flandern) | 2025 →                    |
| \| Zeitraum \| Wo. ges. \| Interpret \| Titel Autor(en) \| Zusätzliche Informationen \| \| (Zeitraum, Wochen auf Platz eins, Interpret, Titel, Autor[en], zusätzliche Informationen) \| \| \| \| \| \| ----------------------------------------------------------------------------------------- \| -------- \| ---------------------------------------------------- \| ------------------------------------------------------------------------------------------------------------------------------------------------------ \| ------------------------- \| \| 30. Dezember 2023 – 5. Januar 2024 1 Woche (insgesamt 2) \| 2 \| Mariah Carey \| All I Want for Christmas Is You Walter N. Afanasieff, Mariah Carey \| – \| \| 6. Januar 2024 – 12. Januar 2024 1 Woche (insgesamt 7) \| 7 \| Cassö feat. Raye & D-Block Europe \| Prada Obi Fred Ebele, Uche Ben Ebele, Adam Nathaniel Laurence Williams, Ricky Earl Banton, Jahmori Dejon Simmons, Rachel Agatha Keen \| – \| \| 13. Januar 2024 – 1. März 2024 7 Wochen (insgesamt 8) \| 8 \| Noah Kahan \| Stick Season Noah Berkenkamp Kahan \| – \| \| 2. März 2024 – 8. März 2024 1 Woche \| 1 \| Pommelien Thijs \| Het beste moet nog komen Simon de Wit, Pommelien Thijs \| – \| \| 9. März 2024 – 5. April 2024 4 Wochen (insgesamt 8) \| 8 \| Joost \| Europapa Teun de Kruif, Thijmen Melissant, Paul Roger Elstak, Joost Klein, Donny Björn Stefan Ellerström, Tim Johannes Nelis Haars \| – \| \| 6. April 2024 – 26. April 2024 3 Wochen \| 3 \| Beyoncé \| Texas Hold ’Em Elizabeth Lowell Boland, Brian Vincent Bates, Megan Bülow, Nathan John Ferraro, Beyoncé Giselle Knowles-Carter, Charles Raphael Wiggins \| – \| \| 27. April 2024 – 3. Mai 2024 1 Woche \| 1 \| Benson Boone \| Beautiful Things Benson James Boone, Evan Robert Eliiot Blair, Jackson Lafrantz Larsen \| – \| \| 4. Mai 2024 – 17. Mai 2024 2 Wochen \| 2 \| Artemas \| I Like the Way You Kiss Me Artemas Diamandis, Jesse Finkelstein, Kevin Clark White, Toby James Daintree \| – \| \| 18. Mai 2024 – 14. Juni 2024 4 Wochen (insgesamt 8) \| 8 \| Joost \| Europapa Teun de Kruif, Thijmen Melissant, Paul Roger Elstak, Joost Klein, Donny Björn Stefan Ellerström, Tim Johannes Nelis Haars \| – \| \| 15. Juni 2024 – 28. Juni 2024 2 Wochen (insgesamt 6) \| 6 \| Myles Smith \| Stargazing Peter Joseph Fenn, Jesse Finkelstein, Myles Michael Smith-Thompson \| – \| \| 29. Juni 2024 – 5. Juli 2024 1 Woche \| 1 \| Sabrina Carpenter \| Espresso Sabrina Annlynn Carpenter, Julian Collin Bunetta, Stephenie Nicole Jones, Amy Rose Allen \| – \| \| 6. Juli 2024 – 12. Juli 2024 1 Woche \| 1 \| Cyril \| Stumblin’ In Nicholas Barry Chinn, Michael Donald Chapman \| – \| \| 13. Juli 2024 – 2. August 2024 3 Wochen \| 3 \| Mark Ambor \| Belong Together Mark Gregory Damboragian \| – \| \| 3. August 2024 – 30. August 2024 4 Wochen (insgesamt 6) \| 6 \| Myles Smith \| Stargazing Peter Joseph Fenn, Jesse Finkelstein, Myles Michael Smith-Thompson \| – \| \| 31. August 2024 – 6. September 2024 1 Woche \| 1 \| Adam Port & Stryv feat. Keinemusik, Orso & Malachiii \| Move Adam Polaszek, Hamid Bashir, Malachi Kalin Cohen \| – \| \| 7. September 2024 – 20. September 2024 2 Wochen \| 2 \| Maksim feat. Hannah Mae \| Ik wil dat je liegt Hannah Schoonbeek, Simon H. Leferink, Stefanus Cornelis Maria van Leijsen, Sasha Remi Sebastony Rangas \| – \| \| 21. September 2024 – 27. September 2024 1 Woche (insgesamt 2) \| 2 \| Lost Frequencies with Tom Odell \| Black Friday (Pretty Like the Sun) Laurie Rees Blundell, Max Gordon Clilverd, Felix Safran De Laet, Thomas Peter Odell \| – \| \| 28. September 2024 – 4. Oktober 2024 1 Woche (insgesamt 3) \| 3 \| Shaboozey \| A Bar Song (Tipsy) Chibueze Collins Obinna, Nevin Sastry, Sean Cook, Jerrel C. Jones, Joe Anthony Kent, Mark Allen Williams \| – \| \| 5. Oktober 2024 – 11. Oktober 2024 1 Woche (insgesamt 2) \| 2 \| Lost Frequencies & Tom Odell \| Black Friday (Pretty Like the Sun) Laurie Rees Blundell, Max Gordon Clilverd, Felix Safran De Laet, Thomas Peter Odell \| – \| \| 12. Oktober 2024 – 18. Oktober 2024 1 Woche (insgesamt 2) \| 2 \| Lady Gaga & Bruno Mars \| Die with a Smile Andrew Wotman, Dernst Emile II, James Edward Fauntleroy II, Stefani Joanne Angelina Germanotta, Peter Gene Hernandez \| – \| \| 19. Oktober 2024 – 1. November 2024 2 Wochen (insgesamt 4) \| 4 \| Pommelien Thijs & Meau \| Het midden Meau Hewitt, Sasha Remi Sebastony Rangas, Pommelien Thijs, Stefanus Cornelis Maria van Leijsen \| – \| \| 2. November 2024 – 15. November 2024 2 Wochen (insgesamt 3) \| 3 \| Shaboozey \| A Bar Song (Tipsy) Chibueze Collins Obinna, Nevin Sastry, Sean Cook, Jerrel C. Jones, Joe Anthony Kent, Mark Allen Williams \| – \| \| 16. November 2024 – 22. November 2024 1 Woche (insgesamt 2) \| 2 \| Lady Gaga & Bruno Mars \| Die with a Smile Andrew Wotman, Dernst Emile II, James Edward Fauntleroy II, Stefani Joanne Angelina Germanotta, Peter Gene Hernandez \| – \| \| 23. November 2024 – 29. November 2024 1 Woche (insgesamt 4) \| 4 \| Pommelien Thijs & Meau \| Het midden Meau Hewitt, Sasha Remi Sebastony Rangas, Pommelien Thijs, Stefanus Cornelis Maria van Leijsen \| – \| \| 30. November 2024 – 27. Dezember 2024 4 Wochen (insgesamt 8) \| 8 \| Gracie Abrams \| That’s So True Gracie Madigan Abrams, Audrey Hobert \| – \| \| 28. Dezember 2024 – 3. Januar 2025 1 Woche (insgesamt 4) \| 4 \| Pommelien Thijs & Meau \| Het midden Meau Hewitt, Sasha Remi Sebastony Rangas, Pommelien Thijs, Stefanus Cornelis Maria van Leijsen \| – \| |                                                  |                                                      | |                           |
| ← 2023 |                                                  |                                                      | | → 2025 →                  |
| Zeitraum | Wo. ges.                                         | Interpret                                            | Titel Autor(en) | Zusätzliche Informationen |
| (Zeitraum, Wochen auf Platz eins, Interpret, Titel, Autor[en], zusätzliche Informationen) |                                                  |                                                      | |                           |
| 30. Dezember 2023 – 5. Januar 2024 1 Woche (insgesamt 2) | 2                                                | Mariah Carey                                         | All I Want for Christmas Is You Walter N. Afanasieff, Mariah Carey                                                                                     | –                         |
| 6. Januar 2024 – 12. Januar 2024 1 Woche (insgesamt 7) | 7                                                | Cassö feat. Raye & D-Block Europe                    | Prada Obi Fred Ebele, Uche Ben Ebele, Adam Nathaniel Laurence Williams, Ricky Earl Banton, Jahmori Dejon Simmons, Rachel Agatha Keen                   | –                         |
| 13. Januar 2024 – 1. März 2024 7 Wochen (insgesamt 8) | 8                                                | Noah Kahan                                           | Stick Season Noah Berkenkamp Kahan | –                         |
| 2. März 2024 – 8. März 2024 1 Woche | 1                                                | Pommelien Thijs                                      | Het beste moet nog komen Simon de Wit, Pommelien Thijs                                                                                                 | –                         |
| 9. März 2024 – 5. April 2024 4 Wochen (insgesamt 8) | 8                                                | Joost                                                | Europapa Teun de Kruif, Thijmen Melissant, Paul Roger Elstak, Joost Klein, Donny Björn Stefan Ellerström, Tim Johannes Nelis Haars                     | –                         |
| 6. April 2024 – 26. April 2024 3 Wochen | 3                                                | Beyoncé                                              | Texas Hold ’Em Elizabeth Lowell Boland, Brian Vincent Bates, Megan Bülow, Nathan John Ferraro, Beyoncé Giselle Knowles-Carter, Charles Raphael Wiggins | –                         |
| 27. April 2024 – 3. Mai 2024 1 Woche | 1                                                | Benson Boone                                         | Beautiful Things Benson James Boone, Evan Robert Eliiot Blair, Jackson Lafrantz Larsen                                                                 | –                         |
| 4. Mai 2024 – 17. Mai 2024 2 Wochen | 2                                                | Artemas                                              | I Like the Way You Kiss Me Artemas Diamandis, Jesse Finkelstein, Kevin Clark White, Toby James Daintree                                                | –                         |
| 18. Mai 2024 – 14. Juni 2024 4 Wochen (insgesamt 8) | 8                                                | Joost                                                | Europapa Teun de Kruif, Thijmen Melissant, Paul Roger Elstak, Joost Klein, Donny Björn Stefan Ellerström, Tim Johannes Nelis Haars                     | –                         |
| 15. Juni 2024 – 28. Juni 2024 2 Wochen (insgesamt 6) | 6                                                | Myles Smith                                          | Stargazing Peter Joseph Fenn, Jesse Finkelstein, Myles Michael Smith-Thompson                                                                          | –                         |
| 29. Juni 2024 – 5. Juli 2024 1 Woche | 1                                                | Sabrina Carpenter                                    | Espresso Sabrina Annlynn Carpenter, Julian Collin Bunetta, Stephenie Nicole Jones, Amy Rose Allen                                                      | –                         |
| 6. Juli 2024 – 12. Juli 2024 1 Woche | 1                                                | Cyril                                                | Stumblin’ In Nicholas Barry Chinn, Michael Donald Chapman                                                                                              | –                         |
| 13. Juli 2024 – 2. August 2024 3 Wochen | 3                                                | Mark Ambor                                           | Belong Together Mark Gregory Damboragian | –                         |
| 3. August 2024 – 30. August 2024 4 Wochen (insgesamt 6) | 6                                                | Myles Smith                                          | Stargazing Peter Joseph Fenn, Jesse Finkelstein, Myles Michael Smith-Thompson                                                                          | –                         |
| 31. August 2024 – 6. September 2024 1 Woche | 1                                                | Adam Port & Stryv feat. Keinemusik, Orso & Malachiii | Move Adam Polaszek, Hamid Bashir, Malachi Kalin Cohen                                                                                                  | –                         |
| 7. September 2024 – 20. September 2024 2 Wochen | 2                                                | Maksim feat. Hannah Mae                              | Ik wil dat je liegt Hannah Schoonbeek, Simon H. Leferink, Stefanus Cornelis Maria van Leijsen, Sasha Remi Sebastony Rangas                             | –                         |
| 21. September 2024 – 27. September 2024 1 Woche (insgesamt 2) | 2                                                | Lost Frequencies with Tom Odell                      | Black Friday (Pretty Like the Sun) Laurie Rees Blundell, Max Gordon Clilverd, Felix Safran De Laet, Thomas Peter Odell                                 | –                         |
| 28. September 2024 – 4. Oktober 2024 1 Woche (insgesamt 3) | 3                                                | Shaboozey                                            | A Bar Song (Tipsy) Chibueze Collins Obinna, Nevin Sastry, Sean Cook, Jerrel C. Jones, Joe Anthony Kent, Mark Allen Williams                            | –                         |
| 5. Oktober 2024 – 11. Oktober 2024 1 Woche (insgesamt 2) | 2                                                | Lost Frequencies & Tom Odell                         | Black Friday (Pretty Like the Sun) Laurie Rees Blundell, Max Gordon Clilverd, Felix Safran De Laet, Thomas Peter Odell                                 | –                         |
| 12. Oktober 2024 – 18. Oktober 2024 1 Woche (insgesamt 2) | 2                                                | Lady Gaga & Bruno Mars                               | Die with a Smile Andrew Wotman, Dernst Emile II, James Edward Fauntleroy II, Stefani Joanne Angelina Germanotta, Peter Gene Hernandez                  | –                         |
| 19. Oktober 2024 – 1. November 2024 2 Wochen (insgesamt 4) | 4                                                | Pommelien Thijs & Meau                               | Het midden Meau Hewitt, Sasha Remi Sebastony Rangas, Pommelien Thijs, Stefanus Cornelis Maria van Leijsen                                              | –                         |
| 2. November 2024 – 15. November 2024 2 Wochen (insgesamt 3) | 3                                                | Shaboozey                                            | A Bar Song (Tipsy) Chibueze Collins Obinna, Nevin Sastry, Sean Cook, Jerrel C. Jones, Joe Anthony Kent, Mark Allen Williams                            | –                         |
| 16. November 2024 – 22. November 2024 1 Woche (insgesamt 2) | 2                                                | Lady Gaga & Bruno Mars                               | Die with a Smile Andrew Wotman, Dernst Emile II, James Edward Fauntleroy II, Stefani Joanne Angelina Germanotta, Peter Gene Hernandez                  | –                         |
| 23. November 2024 – 29. November 2024 1 Woche (insgesamt 4) | 4                                                | Pommelien Thijs & Meau                               | Het midden Meau Hewitt, Sasha Remi Sebastony Rangas, Pommelien Thijs, Stefanus Cornelis Maria van Leijsen                                              | –                         |
| 30. November 2024 – 27. Dezember 2024 4 Wochen (insgesamt 8) | 8                                                | Gracie Abrams                                        | That’s So True Gracie Madigan Abrams, Audrey Hobert | –                         |
| 28. Dezember 2024 – 3. Januar 2025 1 Woche (insgesamt 4) | 4                                                | Pommelien Thijs & Meau                               | Het midden Meau Hewitt, Sasha Remi Sebastony Rangas, Pommelien Thijs, Stefanus Cornelis Maria van Leijsen                                              | –                         |

### Alben
| ← 2023 ← | Liste der Nummer-eins-Hits in Belgien (Flandern) | Liste der Nummer-eins-Hits in Belgien (Flandern) | Liste der Nummer-eins-Hits in Belgien (Flandern) | 2025 →                    |
| \| Zeitraum \| Wo. ges. \| Interpret \| Titel \| Zusätzliche Informationen \| \| (Zeitraum, Wochen auf Platz eins, Interpret, Titel, zusätzliche Informationen) \| \| \| \| \| \| ------------------------------------------------------------------------------ \| -------- \| --------------------------- \| --------------------------------------- \| ------------------------- \| \| 30. Dezember 2023 – 5. Januar 2024 1 Woche (insgesamt 6) \| 6 \| Metejoor \| Joris \| – \| \| 6. Januar 2024 – 12. Januar 2024 1 Woche (insgesamt 11) \| 11 \| Pommelien Thijs \| Per ongeluk \| – \| \| 13. Januar 2024 – 19. Januar 2024 1 Woche (insgesamt 6) \| 6 \| Metejoor \| Joris \| – \| \| 20. Januar 2024 – 26. Januar 2024 1 Woche \| 1 \| Froukje \| Noodzakelijk verdriet \| – \| \| 27. Januar 2024 – 2. Februar 2024 1 Woche \| 1 \| Het Zesde Metaal \| Het langste jaar \| – \| \| 3. Februar 2024 – 16. Februar 2024 2 Wochen (insgesamt 11) \| 11 \| Pommelien Thijs \| Per ongeluk \| – \| \| 17. Februar 2024 – 23. Februar 2024 1 Woche \| 1 \| Kanye West & Ty Dolla Sign \| Vultures 1 \| – \| \| 24. Februar 2024 – 1. März 2024 1 Woche \| 1 \| Novastar \| The Best Is Yet to Come \| – \| \| 2. März 2024 – 8. März 2024 1 Woche (insgesamt 11) \| 11 \| Pommelien Thijs \| Per ongeluk \| – \| \| 9. März 2024 – 15. März 2024 1 Woche \| 1 \| Cleymans & Van Geel \| Morgen beter \| – \| \| 16. März 2024 – 29. März 2024 2 Wochen \| 2 \| Ariana Grande \| Eternal Sunshine \| – \| \| 30. März 2024 – 5. April 2024 1 Woche (insgesamt 11) \| 11 \| Pommelien Thijs \| Per ongeluk \| – \| \| 6. April 2024 – 26. April 2024 3 Wochen \| 3 \| Beyoncé \| Cowboy Carter \| – \| \| 27. April 2024 – 17. Mai 2024 3 Wochen (insgesamt 5) \| 5 \| Taylor Swift \| The Tortured Poets Department \| – \| \| 18. Mai 2024 – 24. Mai 2024 1 Woche (insgesamt 6) \| 6 \| Metejoor \| Joris \| – \| \| 25. Mai 2024 – 28. Juni 2024 5 Wochen (insgesamt 15) \| 15 \| Billie Eilish \| Hit Me Hard and Soft \| – \| \| 29. Juni 2024 – 5. Juli 2024 1 Woche \| 1 \| Pommelien Thijs \| Per ongeluk live \| – \| \| 6. Juli 2024 – 12. Juli 2024 1 Woche (insgesamt 5) \| 5 \| Taylor Swift \| The Tortured Poets Department \| – \| \| 13. Juli 2024 – 19. Juli 2024 1 Woche (insgesamt 15) \| 15 \| Billie Eilish \| Hit Me Hard and Soft \| – \| \| 20. Juli 2024 – 26. Juli 2024 1 Woche \| 1 \| Eminem \| The Death of Slim Shady (Coup de Grâce) \| – \| \| 27. Juli 2024 – 2. August 2024 1 Woche \| 1 \| Stray Kids \| Ate \| – \| \| 3. August 2024 – 30. August 2024 4 Wochen (insgesamt 15) \| 15 \| Billie Eilish \| Hit Me Hard and Soft \| – \| \| 31. August 2024 – 6. September 2024 1 Woche (insgesamt 2) \| 2 \| Sabrina Carpenter \| Short n’ Sweet \| – \| \| 7. September 2024 – 13. September 2024 1 Woche \| 1 \| Nick Cave and the Bad Seeds \| Wild God \| – \| \| 14. September 2024 – 20. September 2024 1 Woche \| 1 \| David Gilmour \| Luck and Strange \| – \| \| 21. September 2024 – 27. September 2024 1 Woche \| 1 \| Eefje de Visser \| Heimwee \| – \| \| 28. September 2024 – 4. Oktober 2024 1 Woche (insgesamt 15) \| 15 \| Billie Eilish \| Hit Me Hard and Soft \| – \| \| 5. Oktober 2024 – 11. Oktober 2024 1 Woche \| 1 \| Berre \| I’ll Call You When I’m Home \| – \| \| 12. Oktober 2024 – 25. Oktober 2024 2 Wochen \| 2 \| Coldplay \| Moon Music \| – \| \| 26. Oktober 2024 – 1. November 2024 1 Woche \| 1 \| Stan Van Samang \| Vadertaal \| – \| \| 2. November 2024 – 8. November 2024 1 Woche (insgesamt 2) \| 2 \| Maksim \| Dagdromer \| – \| \| 9. November 2024 – 22. November 2024 2 Wochen \| 2 \| The Cure \| Songs of a Lost World \| – \| \| 23. November 2024 – 29. November 2024 1 Woche (insgesamt 5) \| 5 \| Linkin Park \| From Zero \| – \| \| 30. November 2024 – 6. Dezember 2024 1 Woche \| 1 \| K3 \| Het lied van de zeemeermin \| – \| \| 7. Dezember 2024 – 13. Dezember 2024 1 Woche (insgesamt 15) \| 15 \| Billie Eilish \| Hit Me Hard and Soft \| – \| \| 14. Dezember 2024 – 20. Dezember 2024 1 Woche (insgesamt 5) \| 5 \| Taylor Swift \| The Tortured Poets Department \| – \| \| 21. Dezember 2024 – 10. Januar 2025 3 Wochen (insgesamt 5) \| 5 \| Linkin Park \| From Zero \| – \| |                                                  |                                                  |                                                  |                           |
| ← 2023 |                                                  |                                                  |                                                  | → 2025 →                  |
| Zeitraum | Wo. ges.                                         | Interpret                                        | Titel                                            | Zusätzliche Informationen |
| (Zeitraum, Wochen auf Platz eins, Interpret, Titel, zusätzliche Informationen) |                                                  |                                                  |                                                  |                           |
| 30. Dezember 2023 – 5. Januar 2024 1 Woche (insgesamt 6) | 6                                                | Metejoor                                         | Joris                                            | –                         |
| 6. Januar 2024 – 12. Januar 2024 1 Woche (insgesamt 11) | 11                                               | Pommelien Thijs                                  | Per ongeluk                                      | –                         |
| 13. Januar 2024 – 19. Januar 2024 1 Woche (insgesamt 6) | 6                                                | Metejoor                                         | Joris                                            | –                         |
| 20. Januar 2024 – 26. Januar 2024 1 Woche | 1                                                | Froukje                                          | Noodzakelijk verdriet                            | –                         |
| 27. Januar 2024 – 2. Februar 2024 1 Woche | 1                                                | Het Zesde Metaal                                 | Het langste jaar                                 | –                         |
| 3. Februar 2024 – 16. Februar 2024 2 Wochen (insgesamt 11) | 11                                               | Pommelien Thijs                                  | Per ongeluk                                      | –                         |
| 17. Februar 2024 – 23. Februar 2024 1 Woche | 1                                                | Kanye West & Ty Dolla Sign                       | Vultures 1                                       | –                         |
| 24. Februar 2024 – 1. März 2024 1 Woche | 1                                                | Novastar                                         | The Best Is Yet to Come                          | –                         |
| 2. März 2024 – 8. März 2024 1 Woche (insgesamt 11) | 11                                               | Pommelien Thijs                                  | Per ongeluk                                      | –                         |
| 9. März 2024 – 15. März 2024 1 Woche | 1                                                | Cleymans & Van Geel                              | Morgen beter                                     | –                         |
| 16. März 2024 – 29. März 2024 2 Wochen | 2                                                | Ariana Grande                                    | Eternal Sunshine                                 | –                         |
| 30. März 2024 – 5. April 2024 1 Woche (insgesamt 11) | 11                                               | Pommelien Thijs                                  | Per ongeluk                                      | –                         |
| 6. April 2024 – 26. April 2024 3 Wochen | 3                                                | Beyoncé                                          | Cowboy Carter                                    | –                         |
| 27. April 2024 – 17. Mai 2024 3 Wochen (insgesamt 5) | 5                                                | Taylor Swift                                     | The Tortured Poets Department                    | –                         |
| 18. Mai 2024 – 24. Mai 2024 1 Woche (insgesamt 6) | 6                                                | Metejoor                                         | Joris                                            | –                         |
| 25. Mai 2024 – 28. Juni 2024 5 Wochen (insgesamt 15) | 15                                               | Billie Eilish                                    | Hit Me Hard and Soft                             | –                         |
| 29. Juni 2024 – 5. Juli 2024 1 Woche | 1                                                | Pommelien Thijs                                  | Per ongeluk live                                 | –                         |
| 6. Juli 2024 – 12. Juli 2024 1 Woche (insgesamt 5) | 5                                                | Taylor Swift                                     | The Tortured Poets Department                    | –                         |
| 13. Juli 2024 – 19. Juli 2024 1 Woche (insgesamt 15) | 15                                               | Billie Eilish                                    | Hit Me Hard and Soft                             | –                         |
| 20. Juli 2024 – 26. Juli 2024 1 Woche | 1                                                | Eminem                                           | The Death of Slim Shady (Coup de Grâce)          | –                         |
| 27. Juli 2024 – 2. August 2024 1 Woche | 1                                                | Stray Kids                                       | Ate                                              | –                         |
| 3. August 2024 – 30. August 2024 4 Wochen (insgesamt 15) | 15                                               | Billie Eilish                                    | Hit Me Hard and Soft                             | –                         |
| 31. August 2024 – 6. September 2024 1 Woche (insgesamt 2) | 2                                                | Sabrina Carpenter                                | Short n’ Sweet                                   | –                         |
| 7. September 2024 – 13. September 2024 1 Woche | 1                                                | Nick Cave and the Bad Seeds                      | Wild God                                         | –                         |
| 14. September 2024 – 20. September 2024 1 Woche | 1                                                | David Gilmour                                    | Luck and Strange                                 | –                         |
| 21. September 2024 – 27. September 2024 1 Woche | 1                                                | Eefje de Visser                                  | Heimwee                                          | –                         |
| 28. September 2024 – 4. Oktober 2024 1 Woche (insgesamt 15) | 15                                               | Billie Eilish                                    | Hit Me Hard and Soft                             | –                         |
| 5. Oktober 2024 – 11. Oktober 2024 1 Woche | 1                                                | Berre                                            | I’ll Call You When I’m Home                      | –                         |
| 12. Oktober 2024 – 25. Oktober 2024 2 Wochen | 2                                                | Coldplay                                         | Moon Music                                       | –                         |
| 26. Oktober 2024 – 1. November 2024 1 Woche | 1                                                | Stan Van Samang                                  | Vadertaal                                        | –                         |
| 2. November 2024 – 8. November 2024 1 Woche (insgesamt 2) | 2                                                | Maksim                                           | Dagdromer                                        | –                         |
| 9. November 2024 – 22. November 2024 2 Wochen | 2                                                | The Cure                                         | Songs of a Lost World                            | –                         |
| 23. November 2024 – 29. November 2024 1 Woche (insgesamt 5) | 5                                                | Linkin Park                                      | From Zero                                        | –                         |
| 30. November 2024 – 6. Dezember 2024 1 Woche | 1                                                | K3                                               | Het lied van de zeemeermin                       | –                         |
| 7. Dezember 2024 – 13. Dezember 2024 1 Woche (insgesamt 15) | 15                                               | Billie Eilish                                    | Hit Me Hard and Soft                             | –                         |
| 14. Dezember 2024 – 20. Dezember 2024 1 Woche (insgesamt 5) | 5                                                | Taylor Swift                                     | The Tortured Poets Department                    | –                         |
| 21. Dezember 2024 – 10. Januar 2025 3 Wochen (insgesamt 5) | 5                                                | Linkin Park                                      | From Zero                                        | –                         |

### Jahreshitparaden
| ← 2023 ← | Liste der Nummer-eins-Hits in Belgien (Flandern) | Liste der Nummer-eins-Hits in Belgien (Flandern) | Liste der Nummer-eins-Hits in Belgien (Flandern) | 2025 →   |
| \| Singles \| Position# \| Alben \| \| ---------------------------------------------------------------------------------------------------------------------------------------- \| --------- \| ------------------------------------------ \| \| Beautiful Things Benson Boone Benson James Boone, Evan Robert Eliiot Blair, Jackson Lafrantz Larsen \| 1 \| The Tortured Poets Department Taylor Swift \| \| Stumblin’ In Cyril Nicholas Barry Chinn, Michael Donald Chapman \| 2 \| Hit Me Hard and Soft Billie Eilish \| \| Austin Dasha Anna Dasha Novotny, Adam Wendler, Kenneth Travis Heidelman, Cheyenne Rose Arnspiger \| 3 \| Per ongeluk Pommelien Thijs \| \| Belong Togehter Mark Ambor Mark Gregory Damboragian \| 4 \| Sour Olivia Rodrigo \| \| Europapa Joost Teun de Kruif, Thijmen Melissant, Paul Roger Elstak, Joost Klein, Donny Björn Stefan Ellerström, Tim Johannes Nelis Haars \| 5 \| Joris Metejoor \| \| Stick Season Noah Kahan Noah Berkenkamp Kahan \| 6 \| Guts Olivia Rodrigo \| \| A Bar Song (Tipsy) Shaboozey Chibueze Collins Obinna, Nevin Sastry, Sean Cook, Jerrel C. Jones, Joe Anthony Kent, Mark Allen Williams \| 7 \| Magie Camille \| \| Stargazing Myles Smith Peter Joseph Fenn, Jesse Finkelstein, Myles Michael Smith-Thompson \| 8 \| Folklore Taylor Swift \| \| Mwaki Zerb feat. Sofiya Nzau Matheus Zerbini Massa, Sofiya Nzau \| 9 \| 1989 (Taylor’s Version) Taylor Swift \| \| Espresso Sabrina Carpenter Sabrina Annlynn Carpenter, Julian Collin Bunetta, Stephanie Nicole Jones, Amy Rose Allen \| 10 \| Short n’ Sweet Sabrina Carpenter \| |                                                  |                                                  |                                                  |          |
| ← 2023 |                                                  |                                                  |                                                  | → 2025 → |
| Singles | Position#                                        | Alben                                            |                                                  |          |
| Beautiful Things Benson Boone Benson James Boone, Evan Robert Eliiot Blair, Jackson Lafrantz Larsen | 1                                                | The Tortured Poets Department Taylor Swift       |                                                  |          |
| Stumblin’ In Cyril Nicholas Barry Chinn, Michael Donald Chapman | 2                                                | Hit Me Hard and Soft Billie Eilish               |                                                  |          |
| Austin Dasha Anna Dasha Novotny, Adam Wendler, Kenneth Travis Heidelman, Cheyenne Rose Arnspiger | 3                                                | Per ongeluk Pommelien Thijs                      |                                                  |          |
| Belong Togehter Mark Ambor Mark Gregory Damboragian | 4                                                | Sour Olivia Rodrigo                              |                                                  |          |
| Europapa Joost Teun de Kruif, Thijmen Melissant, Paul Roger Elstak, Joost Klein, Donny Björn Stefan Ellerström, Tim Johannes Nelis Haars | 5                                                | Joris Metejoor                                   |                                                  |          |
| Stick Season Noah Kahan Noah Berkenkamp Kahan | 6                                                | Guts Olivia Rodrigo                              |                                                  |          |
| A Bar Song (Tipsy) Shaboozey Chibueze Collins Obinna, Nevin Sastry, Sean Cook, Jerrel C. Jones, Joe Anthony Kent, Mark Allen Williams | 7                                                | Magie Camille                                    |                                                  |          |
| Stargazing Myles Smith Peter Joseph Fenn, Jesse Finkelstein, Myles Michael Smith-Thompson | 8                                                | Folklore Taylor Swift                            |                                                  |          |
| Mwaki Zerb feat. Sofiya Nzau Matheus Zerbini Massa, Sofiya Nzau | 9                                                | 1989 (Taylor’s Version) Taylor Swift             |                                                  |          |
| Espresso Sabrina Carpenter Sabrina Annlynn Carpenter, Julian Collin Bunetta, Stephanie Nicole Jones, Amy Rose Allen | 10                                               | Short n’ Sweet Sabrina Carpenter                 |                                                  |          |

## Wallonie

### Singles
| ← 2023 ← | Liste der Nummer-eins-Hits in Belgien (Wallonie) | Liste der Nummer-eins-Hits in Belgien (Wallonie) | Liste der Nummer-eins-Hits in Belgien (Wallonie) | 2025 →                    |
| \| Zeitraum \| Wo. ges. \| Interpret \| Titel Autor(en) \| Zusätzliche Informationen \| \| (Zeitraum, Wochen auf Platz eins, Interpret, Titel, Autor[en], zusätzliche Informationen) \| \| \| \| \| \| ----------------------------------------------------------------------------------------- \| -------- \| ----------------------------- \| ------------------------------------------------------------------------------------------------------------------------------------------------------------------------------------------------------------------------------------------------------------------------------------------------ \| ------------------------- \| \| 30. Dezember 2023 – 5. Januar 2024 1 Woche (insgesamt 2) \| 2 \| Mariah Carey \| All I Want for Christmas Is You Walter N. Afanasieff, Mariah Carey \| – \| \| 6. Januar 2024 – 2. Februar 2024 4 Wochen (insgesamt 5) \| 5 \| Dua Lipa \| Houdini Tobias MacDonald Jesso Jr., Dua Lipa, Caroline Ailin Buvik Furøyen, Daniel Jack Eisner Harle, Kevin Richard Parker \| – \| \| 3. Februar 2024 – 9. Februar 2024 1 Woche \| 1 \| Teddy Swims \| Lose Control Joshua Emanuel Coleman, Julian Collin Bunetta, Jaten Collin Dimsdale, John Stephen Sudduth, Marco Antonio Rodriguez Diaz Jr. \| – \| \| 10. Februar 2024 – 16. Februar 2024 1 Woche (insgesamt 5) \| 5 \| Dua Lipa \| Houdini Tobias MacDonald Jesso Jr., Dua Lipa, Caroline Ailin Buvik Furøyen, Daniel Jack Eisner Harle, Kevin Richard Parker \| – \| \| 17. Februar 2024 – 22. März 2024 5 Wochen \| 5 \| Pierre Garnier & Star Academy \| Ceux qu’on était Daisy Sarah Penelope Berthenet, Pierre Garnier, Joseph Ossama Boushra Kamel \| – \| \| 23. März 2024 – 24. Mai 2024 9 Wochen (insgesamt 10) \| 10 \| Benson Boone \| Beautiful Things Benson James Boone, Evan Robert Eliiot Blair, Jackson Lafrantz Larsen \| – \| \| 25. Mai 2024 – 7. Juni 2024 2 Wochen (insgesamt 5) \| 5 \| Carbonne \| Imagine Musik: Dorian Clément, Emile Vincent Matteo Zimmermann, Jonathan Freddy Yannick Dubois, Nicolas Camille Jacinthe Dubois, Thomas Arthur Lesseur, Léo Landoeuer, Rodolphe Tigrane Babignan, Sylvain Jean-Pierre Perrier, Ulysse Rodrigue Jean Merier Arles; Text: Pierrot Onofrio Carbonne \| – \| \| 8. Juni 2024 – 14. Juni 2024 1 Woche (insgesamt 10) \| 10 \| Benson Boone \| Beautiful Things Benson James Boone, Evan Robert Eliiot Blair, Jackson Lafrantz Larsen \| – \| \| 15. Juni 2024 – 28. Juni 2024 2 Wochen (insgesamt 5) \| 5 \| Carbonne \| Imagine Musik: Dorian Clément, Emile Vincent Matteo Zimmermann, Jonathan Freddy Yannick Dubois, Nicolas Camille Jacinthe Dubois, Thomas Arthur Lesseur, Léo Landoeuer, Rodolphe Tigrane Babignan, Sylvain Jean-Pierre Perrier, Ulysse Rodrigue Jean Merier Arles; Text: Pierrot Onofrio Carbonne \| – \| \| 29. Juni 2024 – 5. Juli 2024 1 Woche \| 1 \| Sabrina Carpenter \| Espresso Sabrina Annlynn Carpenter, Julian Collin Bunetta, Stephanie Nicole Jones, Amy Rose Allen \| – \| \| 6. Juli 2024 – 12. Juli 2024 1 Woche (insgesamt 9) \| 9 \| Gims feat. Dystinct \| Spider Musik: Chahine Chibane, Boubacar Djibril Diallo, Max Auguste Daniel Fruchard, Gandhi Bilel Djuna; Text: Gandhi Bilel Djuna, Iliass Mansouri, Mbarek Nouali, Habib Rudolph-Yann Bamba, Amara Diaoune \| – \| \| 13. Juli 2024 – 19. Juli 2024 1 Woche (insgesamt 5) \| 5 \| Carbonne \| Imagine Musik: Dorian Clément, Emile Vincent Matteo Zimmermann, Jonathan Freddy Yannick Dubois, Nicolas Camille Jacinthe Dubois, Thomas Arthur Lesseur, Léo Landoeuer, Rodolphe Tigrane Babignan, Sylvain Jean-Pierre Perrier, Ulysse Rodrigue Jean Merier Arles; Text: Pierrot Onofrio Carbonne \| – \| \| 20. Juli 2024 – 13. September 2024 8 Wochen (insgesamt 9) \| 9 \| Gims feat. Dystinct \| Spider Musik: Chahine Chibane, Boubacar Djibril Diallo, Max Auguste Daniel Fruchard, Gandhi Bilel Djuna; Text: Gandhi Bilel Djuna, Iliass Mansouri, Mbarek Nouali, Habib Rudolph-Yann Bamba, Amara Diaoune \| – \| \| 14. September 2024 – 18. Oktober 2024 5 Wochen (insgesamt 10) \| 10 \| Gims \| Sois pas timide Boubacar Djibril Diallo, Gandhi Bilal Djuna \| – \| \| 19. Oktober 2024 – 1. November 2024 2 Wochen \| 2 \| SDM \| Cartier Santos Léonard Manzambi, Anh Tuan Antoine Tran, Fabio Aguilar Sixtos \| – \| \| 2. November 2024 – 6. Dezember 2024 5 Wochen (insgesamt 10) \| 10 \| Gims \| Sois pas timide Boubacar Djibril Diallo, Gandhi Bilal Djuna \| – \| \| 7. Dezember 2024 – 13. Dezember 2024 1 Woche (insgesamt 5) \| 5 \| Stromae & Pomme \| Ma meilleure ennemie Alexander Saever, Claire Pommet, Luc Van Haver, Paul Van Haver \| – \| \| 14. Dezember 2024 – 27. Dezember 2024 2 Wochen \| 2 \| Gazo \| Nanani Nanana Boya Blunt, Joseph Dipita Ravoua Doumbe, Ibrahima Diakité \| – \| \| 28. Dezember 2024 – 24. Januar 2025 4 Wochen (insgesamt 5) \| 5 \| Stromae & Pomme \| Ma meilleure ennemie Alexander Saever, Claire Pommet, Luc Van Haver, Paul Van Haver \| – \| |                                                  |                                                  | |                           |
| ← 2023 |                                                  |                                                  | | → 2025 →                  |
| Zeitraum | Wo. ges.                                         | Interpret                                        | Titel Autor(en) | Zusätzliche Informationen |
| (Zeitraum, Wochen auf Platz eins, Interpret, Titel, Autor[en], zusätzliche Informationen) |                                                  |                                                  | |                           |
| 30. Dezember 2023 – 5. Januar 2024 1 Woche (insgesamt 2) | 2                                                | Mariah Carey                                     | All I Want for Christmas Is You Walter N. Afanasieff, Mariah Carey | –                         |
| 6. Januar 2024 – 2. Februar 2024 4 Wochen (insgesamt 5) | 5                                                | Dua Lipa                                         | Houdini Tobias MacDonald Jesso Jr., Dua Lipa, Caroline Ailin Buvik Furøyen, Daniel Jack Eisner Harle, Kevin Richard Parker | –                         |
| 3. Februar 2024 – 9. Februar 2024 1 Woche | 1                                                | Teddy Swims                                      | Lose Control Joshua Emanuel Coleman, Julian Collin Bunetta, Jaten Collin Dimsdale, John Stephen Sudduth, Marco Antonio Rodriguez Diaz Jr. | –                         |
| 10. Februar 2024 – 16. Februar 2024 1 Woche (insgesamt 5) | 5                                                | Dua Lipa                                         | Houdini Tobias MacDonald Jesso Jr., Dua Lipa, Caroline Ailin Buvik Furøyen, Daniel Jack Eisner Harle, Kevin Richard Parker | –                         |
| 17. Februar 2024 – 22. März 2024 5 Wochen | 5                                                | Pierre Garnier & Star Academy                    | Ceux qu’on était Daisy Sarah Penelope Berthenet, Pierre Garnier, Joseph Ossama Boushra Kamel | –                         |
| 23. März 2024 – 24. Mai 2024 9 Wochen (insgesamt 10) | 10                                               | Benson Boone                                     | Beautiful Things Benson James Boone, Evan Robert Eliiot Blair, Jackson Lafrantz Larsen | –                         |
| 25. Mai 2024 – 7. Juni 2024 2 Wochen (insgesamt 5) | 5                                                | Carbonne                                         | Imagine Musik: Dorian Clément, Emile Vincent Matteo Zimmermann, Jonathan Freddy Yannick Dubois, Nicolas Camille Jacinthe Dubois, Thomas Arthur Lesseur, Léo Landoeuer, Rodolphe Tigrane Babignan, Sylvain Jean-Pierre Perrier, Ulysse Rodrigue Jean Merier Arles; Text: Pierrot Onofrio Carbonne | –                         |
| 8. Juni 2024 – 14. Juni 2024 1 Woche (insgesamt 10) | 10                                               | Benson Boone                                     | Beautiful Things Benson James Boone, Evan Robert Eliiot Blair, Jackson Lafrantz Larsen | –                         |
| 15. Juni 2024 – 28. Juni 2024 2 Wochen (insgesamt 5) | 5                                                | Carbonne                                         | Imagine Musik: Dorian Clément, Emile Vincent Matteo Zimmermann, Jonathan Freddy Yannick Dubois, Nicolas Camille Jacinthe Dubois, Thomas Arthur Lesseur, Léo Landoeuer, Rodolphe Tigrane Babignan, Sylvain Jean-Pierre Perrier, Ulysse Rodrigue Jean Merier Arles; Text: Pierrot Onofrio Carbonne | –                         |
| 29. Juni 2024 – 5. Juli 2024 1 Woche | 1                                                | Sabrina Carpenter                                | Espresso Sabrina Annlynn Carpenter, Julian Collin Bunetta, Stephanie Nicole Jones, Amy Rose Allen | –                         |
| 6. Juli 2024 – 12. Juli 2024 1 Woche (insgesamt 9) | 9                                                | Gims feat. Dystinct                              | Spider Musik: Chahine Chibane, Boubacar Djibril Diallo, Max Auguste Daniel Fruchard, Gandhi Bilel Djuna; Text: Gandhi Bilel Djuna, Iliass Mansouri, Mbarek Nouali, Habib Rudolph-Yann Bamba, Amara Diaoune                                                                                       | –                         |
| 13. Juli 2024 – 19. Juli 2024 1 Woche (insgesamt 5) | 5                                                | Carbonne                                         | Imagine Musik: Dorian Clément, Emile Vincent Matteo Zimmermann, Jonathan Freddy Yannick Dubois, Nicolas Camille Jacinthe Dubois, Thomas Arthur Lesseur, Léo Landoeuer, Rodolphe Tigrane Babignan, Sylvain Jean-Pierre Perrier, Ulysse Rodrigue Jean Merier Arles; Text: Pierrot Onofrio Carbonne | –                         |
| 20. Juli 2024 – 13. September 2024 8 Wochen (insgesamt 9) | 9                                                | Gims feat. Dystinct                              | Spider Musik: Chahine Chibane, Boubacar Djibril Diallo, Max Auguste Daniel Fruchard, Gandhi Bilel Djuna; Text: Gandhi Bilel Djuna, Iliass Mansouri, Mbarek Nouali, Habib Rudolph-Yann Bamba, Amara Diaoune                                                                                       | –                         |
| 14. September 2024 – 18. Oktober 2024 5 Wochen (insgesamt 10) | 10                                               | Gims                                             | Sois pas timide Boubacar Djibril Diallo, Gandhi Bilal Djuna | –                         |
| 19. Oktober 2024 – 1. November 2024 2 Wochen | 2                                                | SDM                                              | Cartier Santos Léonard Manzambi, Anh Tuan Antoine Tran, Fabio Aguilar Sixtos | –                         |
| 2. November 2024 – 6. Dezember 2024 5 Wochen (insgesamt 10) | 10                                               | Gims                                             | Sois pas timide Boubacar Djibril Diallo, Gandhi Bilal Djuna | –                         |
| 7. Dezember 2024 – 13. Dezember 2024 1 Woche (insgesamt 5) | 5                                                | Stromae & Pomme                                  | Ma meilleure ennemie Alexander Saever, Claire Pommet, Luc Van Haver, Paul Van Haver | –                         |
| 14. Dezember 2024 – 27. Dezember 2024 2 Wochen | 2                                                | Gazo                                             | Nanani Nanana Boya Blunt, Joseph Dipita Ravoua Doumbe, Ibrahima Diakité | –                         |
| 28. Dezember 2024 – 24. Januar 2025 4 Wochen (insgesamt 5) | 5                                                | Stromae & Pomme                                  | Ma meilleure ennemie Alexander Saever, Claire Pommet, Luc Van Haver, Paul Van Haver | –                         |

### Alben
| ← 2023 ← | Liste der Nummer-eins-Hits in Belgien (Wallonie) | Liste der Nummer-eins-Hits in Belgien (Wallonie) | Liste der Nummer-eins-Hits in Belgien (Wallonie) | 2025 →                    |
| \| Zeitraum \| Wo. ges. \| Interpret \| Titel \| Zusätzliche Informationen \| \| (Zeitraum, Wochen auf Platz eins, Interpret, Titel, zusätzliche Informationen) \| \| \| \| \| \| ------------------------------------------------------------------------------ \| -------- \| --------------------------- \| --------------------------------------- \| ------------------------- \| \| 23. Dezember 2023 – 5. Januar 2024 2 Wochen (insgesamt 3) \| 3 \| Vianney \| À 2 à 3 \| – \| \| 6. Januar 2024 – 26. Januar 2024 3 Wochen (insgesamt 5) \| 5 \| Gazo & Tiakola \| La melo est gangx \| – \| \| 27. Januar 2024 – 16. Februar 2024 3 Wochen \| 3 \| PLK \| Chambre 140 \| – \| \| 17. Februar 2024 – 23. Februar 2024 1 Woche \| 1 \| Booba \| Ad vitam æternam \| – \| \| 24. Februar 2024 – 8. März 2024 2 Wochen \| 2 \| Werenoi \| Pyramide \| – \| \| 9. März 2024 – 15. März 2024 1 Woche (insgesamt 2) \| 2 \| Les Enfoirés \| 2024: On a 35 ans! \| – \| \| 16. März 2024 – 22. März 2024 1 Woche \| 1 \| Ariana Grande \| Eternal Sunshine \| – \| \| 23. März 2024 – 29. März 2024 1 Woche \| 1 \| Michel Sardou \| Je me souviens d’un adieu \| – \| \| 30. März 2024 – 5. April 2024 1 Woche (insgesamt 2) \| 2 \| Les Enfoirés \| 2024: On a 35 ans! \| – \| \| 6. April 2024 – 12. April 2024 1 Woche (insgesamt 2) \| 2 \| Beyoncé \| Cowboy Carter \| – \| \| 13. April 2024 – 19. April 2024 1 Woche \| 1 \| Green Montana \| Saudade \| – \| \| 20. April 2024 – 26. April 2024 1 Woche (insgesamt 2) \| 2 \| Beyoncé \| Cowboy Carter \| – \| \| 27. April 2024 – 10. Mai 2024 2 Wochen \| 2 \| Taylor Swift \| The Tortured Poets Department \| – \| \| 11. Mai 2024 – 24. Mai 2024 2 Wochen \| 2 \| Dua Lipa \| Radical Optimism \| – \| \| 25. Mai 2024 – 7. Juni 2024 2 Wochen (insgesamt 6) \| 6 \| Billie Eilish \| Hit Me Hard and Soft \| – \| \| 8. Juni 2024 – 14. Juni 2024 1 Woche \| 1 \| Sch \| Jvlivs Prequel: Giulio \| – \| \| 15. Juni 2024 – 5. Juli 2024 3 Wochen (insgesamt 4) \| 4 \| Pierre Garnier \| Chaque seconde \| – \| \| 6. Juli 2024 – 12. Juli 2024 1 Woche \| 1 \| Imagine Dragons \| Loom \| – \| \| 13. Juli 2024 – 19. Juli 2024 1 Woche (insgesamt 4) \| 4 \| Pierre Garnier \| Chaque seconde \| – \| \| 20. Juli 2024 – 26. Juli 2024 1 Woche \| 1 \| Eminem \| The Death of Slim Shady (Coup de Grâce) \| – \| \| 27. Juli 2024 – 2. August 2024 1 Woche \| 1 \| Stray Kids \| Ate \| – \| \| 3. August 2024 – 9. August 2024 1 Woche \| 1 \| Maes \| La vie continue \| – \| \| 10. August 2024 – 30. August 2024 3 Wochen (insgesamt 6) \| 6 \| Billie Eilish \| Hit Me Hard and Soft \| – \| \| 31. August 2024 – 6. September 2024 1 Woche \| 1 \| Sabrina Carpenter \| Short n’ Sweet \| – \| \| 7. September 2024 – 13. September 2024 1 Woche \| 1 \| Nick Cave and the Bad Seeds \| Wild God \| – \| \| 14. September 2024 – 4. Oktober 2024 3 Wochen \| 3 \| Indochine \| Babel Babel \| – \| \| 5. Oktober 2024 – 11. Oktober 2024 1 Woche \| 1 \| Mylène Farmer \| Nevermore \| – \| \| 12. Oktober 2024 – 18. Oktober 2024 1 Woche \| 1 \| Coldplay \| Moon Music \| – \| \| 19. Oktober 2024 – 1. November 2024 2 Wochen \| 2 \| SDM \| À la vie à la mort \| – \| \| 2. November 2024 – 8. November 2024 1 Woche \| 1 \| Ninho & Niska \| GOAT \| – \| \| 9. November 2024 – 15. November 2024 1 Woche \| 1 \| The Cure \| Songs of a Lost World \| – \| \| 16. November 2024 – 22. November 2024 1 Woche (insgesamt 2) \| 2 \| Julien Doré \| Imposteur \| – \| \| 23. November 2024 – 29. November 2024 1 Woche (insgesamt 3) \| 3 \| Linkin Park \| From Zero \| – \| \| 30. November 2024 – 6. Dezember 2024 1 Woche \| 1 \| Damso \| J’ai menti \| – \| \| 7. Dezember 2024 – 13. Dezember 2024 1 Woche \| 1 \| Gazo \| Apocalypse \| – \| \| 14. Dezember 2024 – 20. Dezember 2024 1 Woche \| 1 \| Sch \| Jvlivs III: Ad Finem \| – \| \| 21. Dezember 2024 – 27. Dezember 2024 1 Woche (insgesamt 3) \| 3 \| Linkin Park \| From Zero \| – \| \| 28. Dezember 2024 – 3. Januar 2025 1 Woche (insgesamt 2) \| 2 \| Julien Doré \| Imposteur \| – \| |                                                  |                                                  |                                                  |                           |
| ← 2023 |                                                  |                                                  |                                                  | → 2025 →                  |
| Zeitraum | Wo. ges.                                         | Interpret                                        | Titel                                            | Zusätzliche Informationen |
| (Zeitraum, Wochen auf Platz eins, Interpret, Titel, zusätzliche Informationen) |                                                  |                                                  |                                                  |                           |
| 23. Dezember 2023 – 5. Januar 2024 2 Wochen (insgesamt 3) | 3                                                | Vianney                                          | À 2 à 3                                          | –                         |
| 6. Januar 2024 – 26. Januar 2024 3 Wochen (insgesamt 5) | 5                                                | Gazo & Tiakola                                   | La melo est gangx                                | –                         |
| 27. Januar 2024 – 16. Februar 2024 3 Wochen | 3                                                | PLK                                              | Chambre 140                                      | –                         |
| 17. Februar 2024 – 23. Februar 2024 1 Woche | 1                                                | Booba                                            | Ad vitam æternam                                 | –                         |
| 24. Februar 2024 – 8. März 2024 2 Wochen | 2                                                | Werenoi                                          | Pyramide                                         | –                         |
| 9. März 2024 – 15. März 2024 1 Woche (insgesamt 2) | 2                                                | Les Enfoirés                                     | 2024: On a 35 ans!                               | –                         |
| 16. März 2024 – 22. März 2024 1 Woche | 1                                                | Ariana Grande                                    | Eternal Sunshine                                 | –                         |
| 23. März 2024 – 29. März 2024 1 Woche | 1                                                | Michel Sardou                                    | Je me souviens d’un adieu                        | –                         |
| 30. März 2024 – 5. April 2024 1 Woche (insgesamt 2) | 2                                                | Les Enfoirés                                     | 2024: On a 35 ans!                               | –                         |
| 6. April 2024 – 12. April 2024 1 Woche (insgesamt 2) | 2                                                | Beyoncé                                          | Cowboy Carter                                    | –                         |
| 13. April 2024 – 19. April 2024 1 Woche | 1                                                | Green Montana                                    | Saudade                                          | –                         |
| 20. April 2024 – 26. April 2024 1 Woche (insgesamt 2) | 2                                                | Beyoncé                                          | Cowboy Carter                                    | –                         |
| 27. April 2024 – 10. Mai 2024 2 Wochen | 2                                                | Taylor Swift                                     | The Tortured Poets Department                    | –                         |
| 11. Mai 2024 – 24. Mai 2024 2 Wochen | 2                                                | Dua Lipa                                         | Radical Optimism                                 | –                         |
| 25. Mai 2024 – 7. Juni 2024 2 Wochen (insgesamt 6) | 6                                                | Billie Eilish                                    | Hit Me Hard and Soft                             | –                         |
| 8. Juni 2024 – 14. Juni 2024 1 Woche | 1                                                | Sch                                              | Jvlivs Prequel: Giulio                           | –                         |
| 15. Juni 2024 – 5. Juli 2024 3 Wochen (insgesamt 4) | 4                                                | Pierre Garnier                                   | Chaque seconde                                   | –                         |
| 6. Juli 2024 – 12. Juli 2024 1 Woche | 1                                                | Imagine Dragons                                  | Loom                                             | –                         |
| 13. Juli 2024 – 19. Juli 2024 1 Woche (insgesamt 4) | 4                                                | Pierre Garnier                                   | Chaque seconde                                   | –                         |
| 20. Juli 2024 – 26. Juli 2024 1 Woche | 1                                                | Eminem                                           | The Death of Slim Shady (Coup de Grâce)          | –                         |
| 27. Juli 2024 – 2. August 2024 1 Woche | 1                                                | Stray Kids                                       | Ate                                              | –                         |
| 3. August 2024 – 9. August 2024 1 Woche | 1                                                | Maes                                             | La vie continue                                  | –                         |
| 10. August 2024 – 30. August 2024 3 Wochen (insgesamt 6) | 6                                                | Billie Eilish                                    | Hit Me Hard and Soft                             | –                         |
| 31. August 2024 – 6. September 2024 1 Woche | 1                                                | Sabrina Carpenter                                | Short n’ Sweet                                   | –                         |
| 7. September 2024 – 13. September 2024 1 Woche | 1                                                | Nick Cave and the Bad Seeds                      | Wild God                                         | –                         |
| 14. September 2024 – 4. Oktober 2024 3 Wochen | 3                                                | Indochine                                        | Babel Babel                                      | –                         |
| 5. Oktober 2024 – 11. Oktober 2024 1 Woche | 1                                                | Mylène Farmer                                    | Nevermore                                        | –                         |
| 12. Oktober 2024 – 18. Oktober 2024 1 Woche | 1                                                | Coldplay                                         | Moon Music                                       | –                         |
| 19. Oktober 2024 – 1. November 2024 2 Wochen | 2                                                | SDM                                              | À la vie à la mort                               | –                         |
| 2. November 2024 – 8. November 2024 1 Woche | 1                                                | Ninho & Niska                                    | GOAT                                             | –                         |
| 9. November 2024 – 15. November 2024 1 Woche | 1                                                | The Cure                                         | Songs of a Lost World                            | –                         |
| 16. November 2024 – 22. November 2024 1 Woche (insgesamt 2) | 2                                                | Julien Doré                                      | Imposteur                                        | –                         |
| 23. November 2024 – 29. November 2024 1 Woche (insgesamt 3) | 3                                                | Linkin Park                                      | From Zero                                        | –                         |
| 30. November 2024 – 6. Dezember 2024 1 Woche | 1                                                | Damso                                            | J’ai menti                                       | –                         |
| 7. Dezember 2024 – 13. Dezember 2024 1 Woche | 1                                                | Gazo                                             | Apocalypse                                       | –                         |
| 14. Dezember 2024 – 20. Dezember 2024 1 Woche | 1                                                | Sch                                              | Jvlivs III: Ad Finem                             | –                         |
| 21. Dezember 2024 – 27. Dezember 2024 1 Woche (insgesamt 3) | 3                                                | Linkin Park                                      | From Zero                                        | –                         |
| 28. Dezember 2024 – 3. Januar 2025 1 Woche (insgesamt 2) | 2                                                | Julien Doré                                      | Imposteur                                        | –                         |

### Jahreshitparaden
| ← 2023 ← | Liste der Nummer-eins-Hits in Belgien (Wallonie) | Liste der Nummer-eins-Hits in Belgien (Wallonie) | Liste der Nummer-eins-Hits in Belgien (Wallonie) | 2025 →   |
| \| Singles \| Position# \| Alben \| \| --------------------------------------------------------------------------------------------------------------------------------------------------------------------------------------------------------------------------------------------------------------------------------------------------------- \| --------- \| ------------------------------------------ \| \| Beautiful Things Benson Boone Benson James Boone, Evan Robert Eliiot Blair, Jackson Lafrantz Larsen \| 1 \| Hit Me Hard and Soft Billie Eilish \| \| Lose Control Teddy Swims Joshua Emanuel Coleman, Julian Collin Bunetta, Jaten Collin Dimsdale, John Stephen Sudduth, Marco Antonio Rodriguez Diaz Jr. \| 2 \| Chambre 140 (part. 3) PLK \| \| Ceux qu’on était Pierre Garnier & Star Academy Daisy Sarah Penelope Berthenet, Pierre Garnier, Joseph Ossama Boushra Kamel \| 3 \| Pyramide Werenoi \| \| Spider Gims feat. Dystinct Musik: Chahine Chibane, Boubacar Djibril Diallo, Max Auguste Daniel Fruchard, Gandhi Bilel Djuna; Text: Gandhi Bilel Djuna, Iliass Mansouri, Mbarek Nouali, Habib Rudolph-Yann Bamba, Amara Diaoune \| 4 \| Babel Babel Indochine \| \| Imagine Carbonne Musik: Dorian Clément, Emile Vincent Matteo Zimmermann, Jonathan Freddy Yannick Dubois, Nicolas Camille Jacinthe Dubois, Thomas Arthur Lesseur, Léo Landoeuer, Rodolphe Tigrane Babignan, Sylvain Jean-Pierre Perrier, Ulysse Rodrigue Jean Merier Arles; Text: Pierrot Onofrio Carbonne \| 5 \| Chaque seconde Pierre Garnier \| \| Stumblin’ In Cyril Nicholas Barry Chinn, Michael Donald Chapman \| 6 \| Ipséité Damso \| \| I Like the Way You Kiss Me Artemas Artemas Diamandis, Jesse Finkelstein, Kevin Clark White, Toby James Daintree \| 7 \| Carré Werenoi \| \| Petit génie Jungeli feat. Abou Debeing, Alonzo, Lossa & Imen Es William Davy Fonseca, Adel Larabi, Joel Ungeli Shinga, Werrason Ngiama Makanda, Kevin Abou Baz Kamara, Imen Es-shrir, Kassimou Djae \| 8 \| The Tortured Poets Department Taylor Swift \| \| Espresso Sabrina Carpenter Sabrina Annlynn Carpenter, Julian Collin Bunetta, Stephanie Nicole Jones, Amy Rose Allen \| 9 \| La melo est gangx Gazo & Tiakola \| \| Texas Hold ’Em Beyoncé Elizabeth Lowell Boland, Brian Vincent Bates, Megan Bülow, Nathan John Ferraro, Beyoncé Giselle Knowles-Carter, Charles Raphael Wiggins \| 10 \| À la vie à la mort SDM \| |                                                  |                                                  |                                                  |          |
| ← 2023 |                                                  |                                                  |                                                  | → 2025 → |
| Singles | Position#                                        | Alben                                            |                                                  |          |
| Beautiful Things Benson Boone Benson James Boone, Evan Robert Eliiot Blair, Jackson Lafrantz Larsen | 1                                                | Hit Me Hard and Soft Billie Eilish               |                                                  |          |
| Lose Control Teddy Swims Joshua Emanuel Coleman, Julian Collin Bunetta, Jaten Collin Dimsdale, John Stephen Sudduth, Marco Antonio Rodriguez Diaz Jr. | 2                                                | Chambre 140 (part. 3) PLK                        |                                                  |          |
| Ceux qu’on était Pierre Garnier & Star Academy Daisy Sarah Penelope Berthenet, Pierre Garnier, Joseph Ossama Boushra Kamel | 3                                                | Pyramide Werenoi                                 |                                                  |          |
| Spider Gims feat. Dystinct Musik: Chahine Chibane, Boubacar Djibril Diallo, Max Auguste Daniel Fruchard, Gandhi Bilel Djuna; Text: Gandhi Bilel Djuna, Iliass Mansouri, Mbarek Nouali, Habib Rudolph-Yann Bamba, Amara Diaoune | 4                                                | Babel Babel Indochine                            |                                                  |          |
| Imagine Carbonne Musik: Dorian Clément, Emile Vincent Matteo Zimmermann, Jonathan Freddy Yannick Dubois, Nicolas Camille Jacinthe Dubois, Thomas Arthur Lesseur, Léo Landoeuer, Rodolphe Tigrane Babignan, Sylvain Jean-Pierre Perrier, Ulysse Rodrigue Jean Merier Arles; Text: Pierrot Onofrio Carbonne | 5                                                | Chaque seconde Pierre Garnier                    |                                                  |          |
| Stumblin’ In Cyril Nicholas Barry Chinn, Michael Donald Chapman | 6                                                | Ipséité Damso                                    |                                                  |          |
| I Like the Way You Kiss Me Artemas Artemas Diamandis, Jesse Finkelstein, Kevin Clark White, Toby James Daintree | 7                                                | Carré Werenoi                                    |                                                  |          |
| Petit génie Jungeli feat. Abou Debeing, Alonzo, Lossa & Imen Es William Davy Fonseca, Adel Larabi, Joel Ungeli Shinga, Werrason Ngiama Makanda, Kevin Abou Baz Kamara, Imen Es-shrir, Kassimou Djae | 8                                                | The Tortured Poets Department Taylor Swift       |                                                  |          |
| Espresso Sabrina Carpenter Sabrina Annlynn Carpenter, Julian Collin Bunetta, Stephanie Nicole Jones, Amy Rose Allen | 9                                                | La melo est gangx Gazo & Tiakola                 |                                                  |          |
| Texas Hold ’Em Beyoncé Elizabeth Lowell Boland, Brian Vincent Bates, Megan Bülow, Nathan John Ferraro, Beyoncé Giselle Knowles-Carter, Charles Raphael Wiggins | 10                                               | À la vie à la mort SDM                           |                                                  |          |